# 国電
国電（こくでん）とは、日本国有鉄道（国鉄）の電車で、大都市周辺で運転された近距離専用電車または近距離専用電車線を指した。
日本国有鉄道になる前は、「院電」（いんでん。鉄道院時代）や「省線電車」（しょうせんでんしゃ）や「省電」（しょうでん。共に鉄道省→運輸通信省→運輸省時代）と呼ばれていた。
具体的には、大阪（京阪神）や東京（首都圏）の2大都市圏の近距離専用電車が走る区間の総称で、東京の山手線や大阪の大阪環状線はその代表例であった。主として首都圏で用いられた用語であり、関西地方では国電相当区間でもあまり「国電」とは表記せず、他の地方の線区と同じく「国鉄○○線」と表記する程度にとどまり、書籍では「大阪の国電（1984年・ジェー・アール・アール）」、「大阪の電車・京阪神の国電・私鉄（1980年・山と渓谷社）」などで取り上げられる程度であった。
国鉄分割民営化に際してJR東日本は、国電に代わる呼称として「E電」を採用したが、殆ど普及せず名称が消滅した。一方JR西日本は国電区間を中心とした京阪神近郊区間を「アーバンネットワーク」と称しているが、JR西日本の公式なリリースでは実質的に2020年以後「近畿（京阪神）圏」と紹介され、愛称であるアーバンネットワークは使われなくなった。

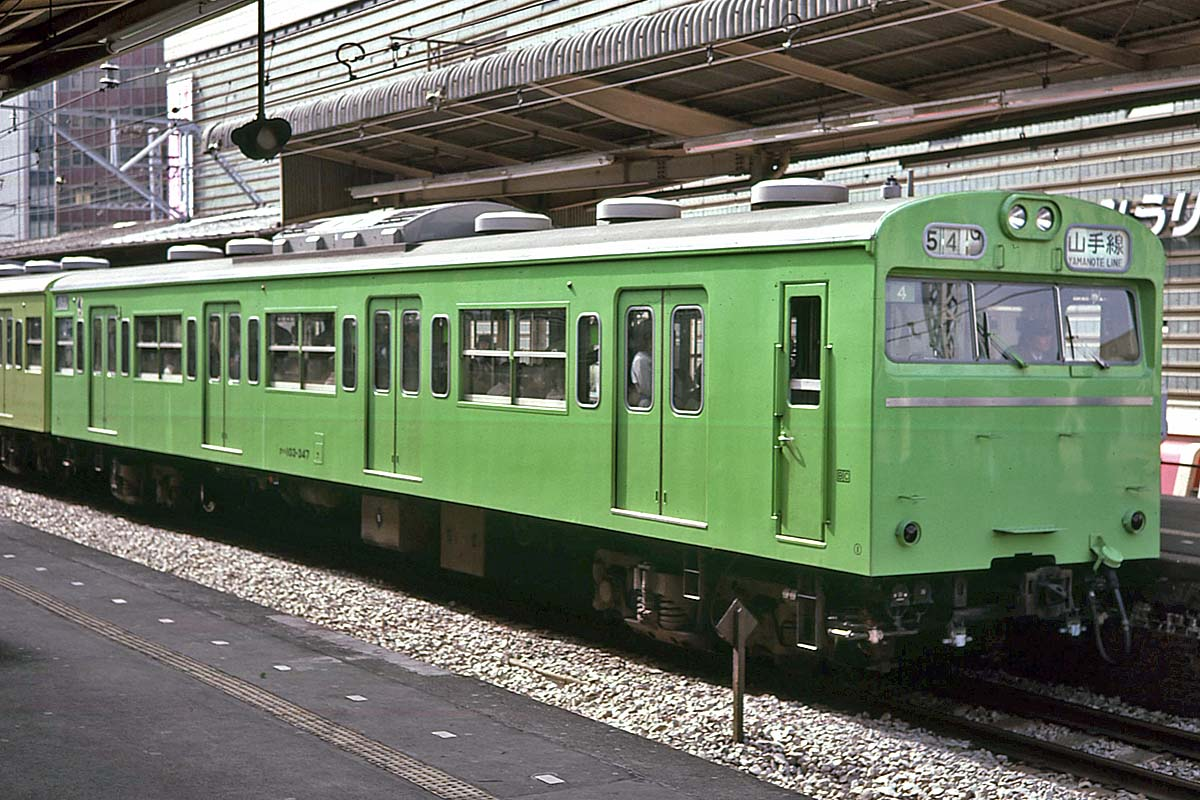
「国電」の代表車・国鉄103系電車

## その他、エピソード
- 首都圏では中距離電車（湘南電車など）が通勤用としても使われるようになったが、これは国電と呼ばないのが普通だった。混雑が激しい事に皮肉を込めて、国電を「酷電」と揶揄する表現も見られた[4]。
- 地方都市では珍しく仙台では仙石線を「国電」と呼んでいた。これは仙石線が買収線であったため唯一直流電化され、同線の仙台駅も他線と離れた位置にあり、東北本線などと区別する必要があったためである。
- 下駄のように日常の足として使えることから「下駄電」・「ゲタ電」とも呼ばれた[5]。ゲタ電はその言葉が使用された時代に運用されていた車両にちなみ、のちには旧性能通勤形電車をさす言葉ともなった。